# Чорнокнижник 2: Армагеддон
Чорнокнижник 2: Армагеддон (англ. Warlock: The Armageddon) — американський фільм жахів 1993 року режисера Ентоні Гікокса.

## Сюжет
Чорнокнижник, єдиний син Сатани, повернувся, щоб знайти шість магічних каменів, які були втрачені протягом століть. Разом ці камені створюють страшну силу, яка віддає світ у владу Сатани. У розпорядженні Чорнокнижника тільки 7 днів (між сонячним і місячним затемненнями), і він невблаганний в своїх пошуках. Сила його магії росте у міру отримання кожного каменя. Але двоє закоханих встають на його шляху. Останнім з роду священиків — Друїдів — Кенні і Саманті відкривається їх призначення. Вони єдині, хто володіє зеленою магією Друїдів, яка може зупинити Чорнокнижника і врятувати світ.

## У ролях
| Актор                  | Роль             |
| ---------------------- | ---------------- |
| Джуліан Сендс          | Чорнокнижник     |
| Кріс Янг               | Кенні Тревіс     |
| Пола Маршалл           | Саманта Еллісона |
| Джоанна Пакула         | Паула Дейр       |
| Стів Кехен             | Вілл Тревіс      |
| Р.Г. Армстронг         | Френкс           |
| Чарльз Геллаган        | Етан Ларсон      |
| Брюс Гловер            | Тед Еллісон      |
| Крейг Герлі            | Енді             |
| Девіс Гейнс            | Натан Сінклер    |
| Ребекка Стріт          | Кейт             |
| Доун Енн Біллінгс      | Аманда Слоан     |
| Зак Гелліган           | Дуглас           |
| Рен Т. Браун           | асистент         |
| Гері Сервантес         | таксист          |
| Міхалі «Мішу» Месзарос | Аугусто          |
| Річард Зобель          | Barker           |
| Мішель Моффетт         | Селін            |
| Джинн Морі             | реєстратор       |
| Лоуренс Морторфф       | друїд 1          |
| Ферді Мейн             | одноокий         |
| Ентоні Гікокс          | темний Лідер     |
| Шеннон Кіс             | молода жінка     |

| Актор               | Роль                         |
| ------------------- | ---------------------------- |
| Брент Болтхаус      | друїд                        |
| Джастін Кероу       | друїд                        |
| Джозеф Бернард      | Сазерленд                    |
| Джордж «Бак» Флауер | людина в натовпі             |
| Леа Тюелс           | жінка в натовпі              |
| Шеріл Мері Льюіс    | жінка в церкві               |
| Іоланда Жіло        | оповідач                     |
| Маріана Черветс     | модель                       |
| Крістіна Дадіані    | модель                       |
| Венді Гамілтон      | модель                       |
| Васіла Г'юз         | модель                       |
| Девн Капатос        | модель                       |
| Трейсі Логан        | модель                       |
| Керрі Мартін        | модель                       |
| Клаудія Медіна      | модель                       |
| Елізабет Ноттолі    | модель                       |
| Моніка Шнарре       | модель                       |
| Джині Сарек         | модель                       |
| Френк Велкер        | (спеціальні вокальні ефекти) |
| Мейті Гарсіа        | модель                       |
| Міколе Міркуріо     | Кейт                         |
| Деніел Осерс        | міський хлопчик              |

## Цікаві факти
- Під час фінальних титрів звучить пісня «Something Wicked» групи «Nuclear Assault».

## Саундтрек
| Список треків | Список треків                | Список треків |
| #             | Назва                        | Тривалість    |
| ------------- | ---------------------------- | ------------- |
| 1.            | «The Battle Has Just Begun»  | 4:59          |
| 2.            | «Swimming»                   | 2:10          |
| 3.            | «Birth Of The Warlock»       | 3:17          |
| 4.            | «Ken's Magic»                | 3:14          |
| 5.            | «May I Help You Sir?»        | 3:36          |
| 6.            | «Give Me The Stones»         | 2:34          |
| 7.            | «Samantha And Ken's Love»    | 2:11          |
| 8.            | «Party Crashe»               | 2:26          |
| 9.            | «Samantha Becomes A Warrior» | 2:36          |
| 10.           | «Ken's New Life»             | 4:09          |
| 11.           | «Warlock Gathers The Stones» | 2:17          |
| 12.           | «Armageddon Averted»         | 3:22          |
| 13.           | «A Warlock Fantasia»         | 4:04          |
| 40:54         |                              |               |